# معادله حرکت

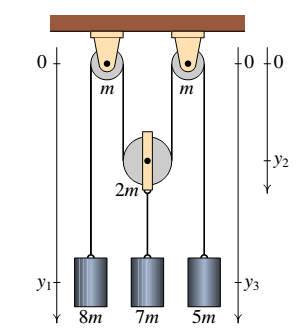
یه سیستم با سه جسم کنترل، یک قرقره متحرک و دو قرقره ثابت

معادله حرکت (به انگلیسی: Equations of motion) معادله‌ای است که رفتار سیستم را توصیف می‌کند. مثلاً معادله حرکت در سیستم‌های سینماتیک حرکت جسم را در ابعاد زمان و مکان توصیف می‌کنند. با این معادلات می‌توان مکان جسم را در یک لحظه خاص یا لحظه‌ای (لحظاتی) که جسم در یک مکان خاص قرار گرفته‌است، به‌دست آورد. این معادله رابطه‌ای بین پارامترهای توصیف‌کننده حرکت جسم از قبیل مکان، سرعت، شتاب، زمان و … است. با توجه به شرایط مختلف مسئله از قبیل نیروهای وارده (که روی شتاب تأثیر می‌گذارند)، شرایط اولیه جسم و … جسم می‌تواند حرکت‌های گوناگونی داشته باشد که حرکات مستقیم الخط یکنواخت و حرکت با شتاب ثابت از جمله این حرکات و جزو ساده‌ترین آن‌ها هستند.